# Энтропия (фильм)
«Энтропи́я» — российская чёрная комедия режиссёра Марии Саакян, вышедшая в 2012 году. Картина вошла в основную конкурсную программу 20-го кинофестиваля «Окно в Европу», где получила приз им. Саввы Кулиша «За творческий поиск».

## Сюжет
Продюсер Паша, режиссёр Гера, актриса Маша, творец Илья и простой парень по кличке Овощ — одни в недостроенном пустом доме. Они ждут грядущий апокалипсис и снимают об этом кино.

## В ролях
- Ксения Собчак — Паша
- Валерия Гай Германика — Гера
- Диана Дэлль — Маша
- Данила Поляков — Илья
- Евгений Цыганов — Овощ

## Создатели о фильме
Мария Саакян: «Идея родилась у сценариста Григория Матюхина. Он в „Сине Фантоме“ вёл встречи с режиссёрами авторского и неавторского кино, насмотрелся, пресытился богемой и подставил зеркало. То, что он в этом зеркале отобразил, мне показалось знакомым — я тоже от этого устала».
Юлия Мишкинене: «Мне кажется, это очень своевременный фильм, несмотря на то, что мы года два назад начали его делать, и с каждым днём становится все актуальнее и актуальнее. Мало в России фильмов, в которых люди могут поиронизировать над собой — вот как в „Идиотах“ Ларса фон Триера. Все у нас какие-то серьёзные. А в таком формате можно расслабиться и представить, что будет делать человек, которому все позволено. Когда человеку все позволено? Когда он находится перед лицом смерти. Когда он думает, что сейчас умрёт и умрут все остальные. И то, что наши герои даже перед концом света не расслабляются, — это тоже признак современной ситуации».

## Саундтрек
- Wolfram Buchenberg — «Mubo!»
- Can — «Vitamin C»
- Ник Дрейк — Сome into the Garden
- Людвиг ван Бетховен — «Симфония №7»
- Альфред Шнитке — «String Quartet No. 2 — Agitato», танго «Жизнь с идиотом»
- Голос Омерики — «Апокалипсис»

## Критика
TimeOut:

 Это чистый объект, набор тех самых трюков, аттракцион, не предполагающий никакого глубинного содержания.
Лидия Маслова, «КоммерсантЪ»:

«Энтропия» — во многом любопытное зрелище, где из честных попыток устроить провокацию, похулиганить и пошокировать в хорошем смысле слова иногда выходят вещи тошнотворные и попросту глупые.
Елена Бодуэн, «Комсомольская правда»:

Картина скорее напоминает перформанс, чем кинематографическое повествование. И отношение к перформансу соответствующее — кого-то он раздражает, кто-то ищет в нём глубокий смысл, а кто-то просто наблюдает за неожиданным действием. Энтропия, одним словом.